# Disnomija (mjesec)
Dysnomia, službeno (136199) Eris I Dysnomia, jedini je poznati mjesec patuljastog planeta Eris (najveći poznat patuljasti planet u Sunčevom sustavu). Godine 2005. ga je otkrio Mike Brown. Dobila je ime po kćeri grčke božice Eride.